# Xiphorhynchus triangularis
A Xiphorhynchus triangularis a madarak (Aves) osztályának verébalakúak (Passeriformes) rendjébe, valamint a fazekasmadár-félék (Furnariidae) családjába tartozó faj.

## Rendszerezése
A fajt Frédéric de Lafresnaye francia ornitológus írta le 1842-ben, a Dendrocolaptes nembe  Dendrocolaptes triangularis néven.

## Alfajai
- Xiphorhynchus triangularis bangsi Chapman, 1919
- Xiphorhynchus triangularis hylodromus Wetmore, 1939
- Xiphorhynchus triangularis intermedius Carriker, 1936
- Xiphorhynchus triangularis triangularis (Lafresnaye, 1842)[2]

## Előfordulása
Bolívia, Kolumbia, Ecuador, Peru és Venezuela területén honos. Természetes élőhelyei a szubtrópusi és trópusi  síkvidéki és hegyi esőerdők.

## Megjelenése
Testhossza 25 centiméter, testtömege 32-52 gramm.

## Természetvédelmi helyzete
Az elterjedési területe nagyon nagy, egyedszáma ugyan csökken, de még nem éri el a kritikus szintet. A Természetvédelmi Világszövetség Vörös listáján nem fenyegetett fajként szerepel.